# Supercoppa UEFA 1998
La Supercoppa UEFA 1998 è stata la ventitreesima edizione della Supercoppa UEFA.
Si è svolta il 28 agosto 1998 allo stadio Louis II di Monaco, dove si sono affrontate la squadra vincitrice della Champions League 1997-1998, ovvero gli spagnoli del Real Madrid, e la squadra vincitrice della Coppa delle Coppe 1997-1998, ossia gli inglesi del Chelsea.
A conquistare il titolo è stato il Chelsea che ha battuto per 1-0 il Real Madrid con un gol di Gustavo Poyet.

## Partecipanti
| Squadre     | Qualificazione                                   | Partecipazioni precedenti (il grassetto indica la vittoria) |
| ----------- | ------------------------------------------------ | ----------------------------------------------------------- |
| Real Madrid | Vincitrice della UEFA Champions League 1997-1998 | Nessuna                                                     |
| Chelsea     | Vincitrice della Coppa delle Coppe 1997-1998     | Nessuna                                                     |

## Tabellino
| Arbitro: | Marc Batta |

|  |           |           |
|  | Marcatori | 82’ Poyet |

| Real Madrid | Chelsea |

### Formazioni
| Real Madrid (4-4-2) |    |                    |     |     |
|                     |    |                    |     |     |
| P                   | 1  | Bodo Illgner       |     |     |
| D                   | 2  | Christian Panucci  |     |     |
| D                   | 4  | Fernando Hierro    |     |     |
| D                   | 5  | Manuel Sanchís (c) |     |     |
| D                   | 3  | Roberto Carlos     |     |     |
| C                   | 22 | Christian Karembeu | 52’ | 58’ |
| C                   | 10 | Clarence Seedorf   |     |     |
| C                   | 6  | Fernando Redondo   |     |     |
| C                   | 20 | Sávio              |     |     |
| A                   | 8  | Predrag Mijatović  |     | 73’ |
| A                   | 7  | Raúl               |     |     |
| A disposizione:     |    |                    |     |     |
| P                   | 13 | Pedro Contreras    |     |     |
| D                   | 12 | Iván Campo         |     |     |
| D                   | 17 | Robert Jarni       |     | 73’ |
| D                   | 19 | Fernando Sanz      |     |     |
| C                   | 14 | Guti               |     |     |
| C                   | 16 | Jaime              |     |     |
| A                   | 15 | Fernando Morientes | 85’ | 58’ |
| Allenatore:         |    |                    |     |     |
| Guus Hiddink        |    |                    |     |     |

| Chelsea (4-4-2) |    |                     |     |     |
|                 |    |                     |     |     |
| P               | 1  | Ed de Goeij         |     |     |
| D               | 17 | Albert Ferrer       | 7’  |     |
| D               | 4  | Michael Duberry     |     |     |
| D               | 5  | Frank Lebœuf        |     |     |
| D               | 14 | Graeme Le Saux      |     |     |
| C               | 11 | Dennis Wise (c)     |     |     |
| C               | 6  | Marcel Desailly     |     |     |
| C               | 16 | Roberto Di Matteo   | 63’ |     |
| C               | 3  | Celestine Babayaro  | 32’ |     |
| A               | 10 | Pierluigi Casiraghi |     | 89’ |
| A               | 25 | Gianfranco Zola     |     | 83’ |
| A disposizione: |    |                     |     |     |
| P               | 13 | Kevin Hitchcock     |     |     |
| D               | 21 | Bernard Lambourde   |     |     |
| C               | 8  | Gustavo Poyet       |     | 63’ |
| C               | 20 | Jody Morris         |     |     |
| C               | 24 | Eddie Newton        |     |     |
| A               | 7  | Brian Laudrup       |     | 83’ |
| A               | 19 | Tore André Flo      |     | 89’ |
| Allenatore:     |    |                     |     |     |
| Gianluca Vialli |    |                     |     |     |